# Josiah McCracken
Josiah Calvin McCracken (Contea di Lincoln, 30 marzo 1874 – Chestnut Hill, 15 febbraio 1962) è stato un pesista, martellista, discobolo e giocatore di football americano statunitense.

## Biografia
McCracken, conosciuto anche semplicemente come Joe, nacque in una famiglia di devoti presbiteriani del Tennessee. All'età di 8 anni si trasferì con la famiglia a Garnett, nel Kansas, mentre a 17 anni si spostò nella cittadina di Sterling.
Nel 1896 abbandonò gli studi allo Sterling College per iscriversi alla Wharton School of Finance dell'Università della Pennsylvania. Alla fine del suo primo anno accademico sì trasferì alla Scuola di Medicina di Penn. In questi anni risultò molto attivo in numerose discipline sportive studentesche, in particolare nel football americano e nell'atletica leggera, ed era anche membro della squadra di ginnastica.
Il 31 maggio 1898 stabilì il record del mondo nel lancio del martello grazie ad un lancio di 46,83 m, durante una gara nel New Jersey. Alle Olimpiadi di Parigi del 1900 si aggiudicò la medaglia d'argento nel getto del peso e il bronzo nel lancio del martello.

## Record nazionali
- Lancio del martello: 46,83 m ( New Jersey, 31 maggio 1898)

## Palmarès
| Anno | Manifestazione | Sede   | Evento              | Risultato | Prestazione | Note |
| ---- | -------------- | ------ | ------------------- | --------- | ----------- | ---- |
| 1900 | Olimpiadi      | Parigi | Getto del peso      | Argento   | 12,85 m     |      |
| 1900 | Olimpiadi      | Parigi | Lancio del martello | Bronzo    | 43,58 m     |      |
| 1900 | Olimpiadi      | Parigi | Lancio del disco    | 10º       | 32,00 m     |      |